# Eyetech
Az Eyetech (teljes néven: Eyetech Group Ltd) egy magántulajdonban álló, brit hardverfejlesztéssel foglalkozó cég volt, mely főként az AmigaOne, újgenerációs Amiga számítógépek gyártásáról nevezetes.

## Történet
1983-ban alapították nagyvállalati automatikus adatgyűjtő rendszerek gyártására. 1985-ig, a menedzsmentje általi kivásárlásig, egy brit nemzetközi társaság leányvállalata volt. Az önálló cég egyedi szoftverek fejlesztésével foglalkozott a közlekedés, illetve az áruforgalmazás területén, főként Unix, illetve Aix operációs rendszerek alatt. Első munkáik egyike egy hídvám fizetési rendszer volt, de dolgoztak csomagküldő szolgálat vonalkód alapú csomagkövető rendszerén.
Az Eyetech 1993 táján kezdett érdeklődést mutatni az Amiga-piac iránt, amikor regisztrált Amiga-fejlesztővé vált és két fő területen forgalmazott kereskedelmi termékeket: meglévő ügyfélalapú rendszereik integrált multimédia fejlesztései Amiga technológiákra építve, valamint egyedi számítógépházban szerelt, olcsó multitasking platform kisebb cégek számára készített üzemi adatgyűjtő, illetve felügyeleti rendszereik számára.
Az Amiga-piacon eltöltött évek alatt a cég többféle kiegészítőt gyártott Amigákhoz, mint például CD-ROM/IDE bővítmény Amiga 1200-höz, egyedi toronyházak, flicker fixer és még a Zorro busz szabvány kiterjesztésével is próbálkoztak.
2000. június 6-án az Amiga Inc. és az Eyetech stratégiai partnerséget kötött – elsősorban – PowerPC-alapú következő generációs Amigák kifejlesztésére és forgalmazására AmigaOne néven. Először egy Amiga 1200, illetve Amiga 4000 bővítőlap neve lett az "AmigaOne", de a projekt sikertelensége és leállítása után után a cég teljes értékű alaplapjainak neve lett. Az önálló alaplapként kivitelezett terméket 2002 márciusában mutatták be, majd az első AmigaOne SE típust az AmigaOne XE, illetve a Micro-A1 modellek követték.
Az Eyetech 2005-ben kivonult az Amiga-piacról. 2006 ősszén megmaradt készleteit felvásárolta az AmigaKit.

## Fordítás
- Ez a szócikk részben vagy egészben  az   Eyetech című angol Wikipédia-szócikk fordításán alapul.  Az eredeti cikk szerkesztőit annak laptörténete sorolja fel. Ez a jelzés csupán a megfogalmazás eredetét és a szerzői jogokat jelzi, nem szolgál a cikkben szereplő információk forrásmegjelöléseként.